# National Invitation Tournament 2011
El National Invitation Tournament 2011 fue la septuagésimo cuarta edición del National Invitation Tournament. La disputaron 32 equipos, seleccionados entre los que no participaron el Torneo de la NCAA de 2011. La selección de los participantes se hizo con base en múltiples parámetros, tales como los enfrentamientos directos, los resultados de los diez últimos partidos, y las quinielas de favoritos. En la primera ronda, la segunda y los cuartos de final, los partidos se disputaron en el pabellón del equipo mejor preseleccionado, disputándose las semifinales y final como es tradición en el Madison Square Garden de Nueva York. El ganador fue la Universidad Estatal de Wichita, que conseguía su primer título en esta competición.

## Equipos seleccionados
| Rank. | Universidad      | Conferencia | Récord | Tipo de invitación |
| ----- | ---------------- | ----------- | ------ | ------------------ |
| 1     | Alabama          | SEC         | 21–11  | General            |
| 2     | Miami (FL)       | ACC         | 19–14  | General            |
| 3     | Missouri State   | MVC         | 25–8   | Automática         |
| 4     | New Mexico       | MWC         | 21–12  | General            |
| 5     | UTEP             | C-USA       | 25–9   | General            |
| 6     | Murray State     | OVC         | 23–8   | Automática         |
| 7     | Florida Atlantic | Sun Belt    | 21–10  | Automática         |
| 8     | Coastal Carolina | Big South   | 28–5   | Automática         |

| Rank. | Universidad    | Conferencia | Récord | Tipo de invitación |
| ----- | -------------- | ----------- | ------ | ------------------ |
| 1     | Colorado       | Big 12      | 21–13  | At–large           |
| 2     | Saint Mary's   | WCC         | 25–8   | Automática         |
| 3     | Colorado State | MWC         | 19–12  | General            |
| 4     | California     | Pac-10      | 17–14  | At–large           |
| 5     | Mississippi    | SEC         | 20–13  | General            |
| 6     | Fairfield      | MAAC        | 24–7   | Automática         |
| 7     | Kent State     | MAC         | 23–11  | Automática         |
| 8     | Texas Southern | SWAC        | 19–12  | Automática         |

| Rank. | Universidad      | Conferencia | Récord | Tipo de invitación |
| ----- | ---------------- | ----------- | ------ | ------------------ |
| 1     | Boston College   | ACC         | 20–12  | General            |
| 2     | Washington State | Pac-10      | 19–12  | General            |
| 3     | Oklahoma State   | Big 12      | 19–13  | General            |
| 4     | Northwestern     | Big Ten     | 18–13  | General            |
| 5     | Milwaukee        | Horizon     | 19–13  | Automática         |
| 6     | Harvard          | Ivy         | 23–6   | General            |
| 7     | Long Beach State | Big West    | 22–11  | Automática         |
| 8     | McNeese State    | Southland   | 21–11  | Automática         |

| Rank. | Universidad           | Conferencia  | Récord | Tipo de invitación |
| ----- | --------------------- | ------------ | ------ | ------------------ |
| 1     | Virginia Tech         | ACC          | 21–11  | General            |
| 2     | Cleveland State       | Horizon      | 26–8   | General            |
| 3     | Dayton                | A-10         | 22–13  | General            |
| 4     | Wichita State         | MVC          | 24–8   | General            |
| 5     | Nebraska              | Big 12       | 19–12  | General            |
| 6     | College of Charleston | SoCon        | 24–10  | Automática         |
| 7     | Vermont               | America East | 23–8   | Automática         |
| 8     | Bethune–Cookman       | MEAC         | 21–12  | Automática         |

### Clasificación automática
Los siguientes equipos ganaron el título de la temporada regular de sus respectivas conferencias, pero no consiguieron ganar los torneos de postemporada, por lo que no fueron invitados automáticamente para el Torneo de la NCAA. Al no recibir tampoco invitaciones por el formato general, fueron automáticamente clasificados para el NIT 2010.
| Conferencia     | Universidad           |
| --------------- | --------------------- |
| MEAC            | Bethune–Cookman       |
| Big South       | Coastal Carolina      |
| Southern        | College of Charleston |
| MAAC            | Fairfield             |
| Sun Belt        | Florida Atlantic      |
| Big West        | Long Beach State      |
| MAC             | Kent State            |
| Southland       | McNeese State         |
| Missouri Valley | Missouri State        |
| Horizon         | Milwaukee             |
| Ohio Valley     | Murray State          |
| West Coast      | Saint Mary's          |
| SWAC            | Texas Southern        |
| America East    | Vermont               |

## Fase final
Cuadro final de resultados.
|  | 1.ª ronda 15 y 16 de marzo | 1.ª ronda 15 y 16 de marzo | 1.ª ronda 15 y 16 de marzo |            |    | 2.ª ronda 18-21 de marzo | 2.ª ronda 18-21 de marzo | 2.ª ronda 18-21 de marzo |  |   | Cuartos de final 23 de marzo | Cuartos de final 23 de marzo | Cuartos de final 23 de marzo |  |
|  |                            |                            |                            |            |    |                          |                          |                          |  |   |                              |                              |                              |  |
|  |                            |                            |                            |            |    |                          |                          |                          |  |   |                              |                              |                              |  |
|  | 1                          | Alabama                    | 68                         |            |    |                          |                          |                          |  |   |                              |                              |                              |  |
|  | 1                          | Alabama                    | 68                         |            |    |                          |                          |                          |  |   |                              |                              |                              |  |
|  | 8                          | Coastal Carolina           | 44                         |            |    |                          |                          |                          |  |   |                              |                              |                              |  |
|  | 8                          | Coastal Carolina           | 44                         |            | 1  | Alabama                  | 74                       |                          |  |   |                              |                              |                              |  |
|  |                            |                            |                            |            | 1  | Alabama                  | 74                       |                          |  |   |                              |                              |                              |  |
|  |                            |                            | 4                          | New Mexico | 67 |                          |                          |                          |  |   |                              |                              |                              |  |
|  | 4                          | New Mexico                 | 4                          | New Mexico | 67 | 69                       |                          |                          |  |   |                              |                              |                              |  |
|  | 4                          | New Mexico                 |                            |            |    |                          |                          |                          |  |   |                              |                              |                              |  |
|  | 5                          | UTEP                       | 57                         |            |    |                          |                          |                          |  |   |                              |                              |                              |  |
|  | 5                          | UTEP                       | 57                         |            |    |                          |                          |                          |  | 1 | Alabama                      | 79                           |                              |  |
|  |                            |                            |                            |            |    |                          |                          |                          |  | 1 | Alabama                      | 79                           |                              |  |
|  |                            |                            | 2                          | Miami (FL) | 64 |                          |                          |                          |  |   |                              |                              |                              |  |
|  | 3                          | Missouri State             | 2                          | Miami (FL) | 64 | 89                       |                          |                          |  |   |                              |                              |                              |  |
|  | 3                          | Missouri State             |                            |            |    |                          |                          |                          |  |   |                              |                              |                              |  |
|  | 6                          | Murray State               | 76                         |            |    |                          |                          |                          |  |   |                              |                              |                              |  |
|  | 6                          | Murray State               | 76                         |            | 3  | Missouri State           | 72                       |                          |  |   |                              |                              |                              |  |
|  |                            |                            |                            |            | 3  | Missouri State           | 72                       |                          |  |   |                              |                              |                              |  |
|  |                            |                            | 2                          | Miami (FL) | 81 |                          |                          |                          |  |   |                              |                              |                              |  |
|  | 2                          | Miami (FL)                 | 2                          | Miami (FL) | 81 | 85                       |                          |                          |  |   |                              |                              |                              |  |
|  | 2                          | Miami (FL)                 |                            |            |    |                          |                          |                          |  |   |                              |                              |                              |  |
|  | 7                          | Florida Atlantic           | 62                         |            |    |                          |                          |                          |  |   |                              |                              |                              |  |
|  | 7                          | Florida Atlantic           | 62                         |            |    |                          |                          |                          |  |   |                              |                              |                              |  |
|  |                            |                            |                            |            |    |                          |                          |                          |  |   |                              |                              |                              |  |

|  | 1.ª ronda 15 y 16 de marzo | 1.ª ronda 15 y 16 de marzo | 1.ª ronda 15 y 16 de marzo |            |    | 2.ª ronda 18-21 de marzo | 2.ª ronda 18-21 de marzo | 2.ª ronda 18-21 de marzo |  |   | Cuartos de final 22 de marzo | Cuartos de final 22 de marzo | Cuartos de final 22 de marzo |  |
|  |                            |                            |                            |            |    |                          |                          |                          |  |   |                              |                              |                              |  |
|  |                            |                            |                            |            |    |                          |                          |                          |  |   |                              |                              |                              |  |
|  | 1                          | Colorado                   | 88                         |            |    |                          |                          |                          |  |   |                              |                              |                              |  |
|  | 1                          | Colorado                   | 88                         |            |    |                          |                          |                          |  |   |                              |                              |                              |  |
|  | 8                          | Texas Southern             | 74                         |            |    |                          |                          |                          |  |   |                              |                              |                              |  |
|  | 8                          | Texas Southern             | 74                         |            | 1  | Colorado                 | 89                       |                          |  |   |                              |                              |                              |  |
|  |                            |                            |                            |            | 1  | Colorado                 | 89                       |                          |  |   |                              |                              |                              |  |
|  |                            |                            | 4                          | California | 72 |                          |                          |                          |  |   |                              |                              |                              |  |
|  | 4                          | California                 | 4                          | California | 72 | 77                       |                          |                          |  |   |                              |                              |                              |  |
|  | 4                          | California                 |                            |            |    |                          |                          |                          |  |   |                              |                              |                              |  |
|  | 5                          | Mississippi                | 74                         |            |    |                          |                          |                          |  |   |                              |                              |                              |  |
|  | 5                          | Mississippi                | 74                         |            |    |                          |                          |                          |  | 1 | Colorado                     | 81                           |                              |  |
|  |                            |                            |                            |            |    |                          |                          |                          |  | 1 | Colorado                     | 81                           |                              |  |
|  |                            |                            | 7                          | Kent State | 74 |                          |                          |                          |  |   |                              |                              |                              |  |
|  | 3                          | Colorado State             | 7                          | Kent State | 74 | 60                       |                          |                          |  |   |                              |                              |                              |  |
|  | 3                          | Colorado State             |                            |            |    |                          |                          |                          |  |   |                              |                              |                              |  |
|  | 6                          | Fairfield                  | 62                         |            |    |                          |                          |                          |  |   |                              |                              |                              |  |
|  | 6                          | Fairfield                  | 62                         |            | 6  | Fairfield                | 68                       |                          |  |   |                              |                              |                              |  |
|  |                            |                            |                            |            | 6  | Fairfield                | 68                       |                          |  |   |                              |                              |                              |  |
|  |                            |                            | 7                          | Kent State | 72 |                          |                          |                          |  |   |                              |                              |                              |  |
|  | 2                          | Saint Mary's               | 7                          | Kent State | 72 | 70                       |                          |                          |  |   |                              |                              |                              |  |
|  | 2                          | Saint Mary's               |                            |            |    |                          |                          |                          |  |   |                              |                              |                              |  |
|  | 7                          | Kent State                 | 71                         |            |    |                          |                          |                          |  |   |                              |                              |                              |  |
|  | 7                          | Kent State                 | 71                         |            |    |                          |                          |                          |  |   |                              |                              |                              |  |
|  |                            |                            |                            |            |    |                          |                          |                          |  |   |                              |                              |                              |  |

|  | 1.ª ronda 15 y 16 de marzo | 1.ª ronda 15 y 16 de marzo | 1.ª ronda 15 y 16 de marzo |                  |     | 2.ª ronda 18-21 de marzo | 2.ª ronda 18-21 de marzo | 2.ª ronda 18-21 de marzo |  |   | Cuartos de final 23 de marzo | Cuartos de final 23 de marzo | Cuartos de final 23 de marzo |  |
|  |                            |                            |                            |                  |     |                          |                          |                          |  |   |                              |                              |                              |  |
|  |                            |                            |                            |                  |     |                          |                          |                          |  |   |                              |                              |                              |  |
|  | 1                          | Boston College             | 82                         |                  |     |                          |                          |                          |  |   |                              |                              |                              |  |
|  | 1                          | Boston College             | 82                         |                  |     |                          |                          |                          |  |   |                              |                              |                              |  |
|  | 8                          | McNeese State              | 64                         |                  |     |                          |                          |                          |  |   |                              |                              |                              |  |
|  | 8                          | McNeese State              | 64                         |                  | 1   | Boston College           | 67                       |                          |  |   |                              |                              |                              |  |
|  |                            |                            |                            |                  | 1   | Boston College           | 67                       |                          |  |   |                              |                              |                              |  |
|  |                            |                            | 4                          | Northwestern     | 85  |                          |                          |                          |  |   |                              |                              |                              |  |
|  | 4                          | Northwestern               | 4                          | Northwestern     | 85  | 70                       |                          |                          |  |   |                              |                              |                              |  |
|  | 4                          | Northwestern               |                            |                  |     |                          |                          |                          |  |   |                              |                              |                              |  |
|  | 5                          | Milwaukee                  | 61                         |                  |     |                          |                          |                          |  |   |                              |                              |                              |  |
|  | 5                          | Milwaukee                  | 61                         |                  |     |                          |                          |                          |  | 4 | Northwestern                 | 66                           |                              |  |
|  |                            |                            |                            |                  |     |                          |                          |                          |  | 4 | Northwestern                 | 66                           |                              |  |
|  |                            |                            | 2                          | Washington State | 69* |                          |                          |                          |  |   |                              |                              |                              |  |
|  | 3                          | Oklahoma State             | 2                          | Washington State | 69* | 71                       |                          |                          |  |   |                              |                              |                              |  |
|  | 3                          | Oklahoma State             |                            |                  |     |                          |                          |                          |  |   |                              |                              |                              |  |
|  | 6                          | Harvard                    | 54                         |                  |     |                          |                          |                          |  |   |                              |                              |                              |  |
|  | 6                          | Harvard                    | 54                         |                  | 3   | Oklahoma State           | 64                       |                          |  |   |                              |                              |                              |  |
|  |                            |                            |                            |                  | 3   | Oklahoma State           | 64                       |                          |  |   |                              |                              |                              |  |
|  |                            |                            | 2                          | Washington State | 74  |                          |                          |                          |  |   |                              |                              |                              |  |
|  | 2                          | Washington State           | 2                          | Washington State | 74  | 85                       |                          |                          |  |   |                              |                              |                              |  |
|  | 2                          | Washington State           |                            |                  |     |                          |                          |                          |  |   |                              |                              |                              |  |
|  | 7                          | Long Beach State           | 74                         |                  |     |                          |                          |                          |  |   |                              |                              |                              |  |
|  | 7                          | Long Beach State           | 74                         |                  |     |                          |                          |                          |  |   |                              |                              |                              |  |
|  |                            |                            |                            |                  |     |                          |                          |                          |  |   |                              |                              |                              |  |

|  | 1.ª ronda 15 y 16 de marzo | 1.ª ronda 15 y 16 de marzo | 1.ª ronda 15 y 16 de marzo |                       |     | 2.ª ronda 18-21 de marzo | 2.ª ronda 18-21 de marzo | 2.ª ronda 18-21 de marzo |  |   | Cuartos de final 23 de marzo | Cuartos de final 23 de marzo | Cuartos de final 23 de marzo |  |
|  |                            |                            |                            |                       |     |                          |                          |                          |  |   |                              |                              |                              |  |
|  |                            |                            |                            |                       |     |                          |                          |                          |  |   |                              |                              |                              |  |
|  | 1                          | Virginia Tech              | 79                         |                       |     |                          |                          |                          |  |   |                              |                              |                              |  |
|  | 1                          | Virginia Tech              | 79                         |                       |     |                          |                          |                          |  |   |                              |                              |                              |  |
|  | 8                          | Bethune–Cookman            | 54                         |                       |     |                          |                          |                          |  |   |                              |                              |                              |  |
|  | 8                          | Bethune–Cookman            | 54                         |                       | 1   | Virginia Tech            | 76                       |                          |  |   |                              |                              |                              |  |
|  |                            |                            |                            |                       | 1   | Virginia Tech            | 76                       |                          |  |   |                              |                              |                              |  |
|  |                            |                            | 4                          | Wichita State         | 79* |                          |                          |                          |  |   |                              |                              |                              |  |
|  | 4                          | Wichita State              | 4                          | Wichita State         | 79* | 76                       |                          |                          |  |   |                              |                              |                              |  |
|  | 4                          | Wichita State              |                            |                       |     |                          |                          |                          |  |   |                              |                              |                              |  |
|  | 5                          | Nebraska                   | 49                         |                       |     |                          |                          |                          |  |   |                              |                              |                              |  |
|  | 5                          | Nebraska                   | 49                         |                       |     |                          |                          |                          |  | 4 | Wichita State                | 82                           |                              |  |
|  |                            |                            |                            |                       |     |                          |                          |                          |  | 4 | Wichita State                | 82                           |                              |  |
|  |                            |                            | 6                          | College of Charleston | 75  |                          |                          |                          |  |   |                              |                              |                              |  |
|  | 3                          | Dayton                     | 6                          | College of Charleston | 75  | 84                       |                          |                          |  |   |                              |                              |                              |  |
|  | 3                          | Dayton                     |                            |                       |     |                          |                          |                          |  |   |                              |                              |                              |  |
|  | 6                          | College of Charleston      | 94                         |                       |     |                          |                          |                          |  |   |                              |                              |                              |  |
|  | 6                          | College of Charleston      | 94                         |                       | 6   | College of Charleston    | 64                       |                          |  |   |                              |                              |                              |  |
|  |                            |                            |                            |                       | 6   | College of Charleston    | 64                       |                          |  |   |                              |                              |                              |  |
|  |                            |                            | 2                          | Cleveland State       | 56  |                          |                          |                          |  |   |                              |                              |                              |  |
|  | 2                          | Cleveland State            | 2                          | Cleveland State       | 56  | 63                       |                          |                          |  |   |                              |                              |                              |  |
|  | 2                          | Cleveland State            |                            |                       |     |                          |                          |                          |  |   |                              |                              |                              |  |
|  | 7                          | Vermont                    | 60                         |                       |     |                          |                          |                          |  |   |                              |                              |                              |  |
|  | 7                          | Vermont                    | 60                         |                       |     |                          |                          |                          |  |   |                              |                              |                              |  |
|  |                            |                            |                            |                       |     |                          |                          |                          |  |   |                              |                              |                              |  |

### Semifinales y Final
Disputadas en el Madison Square Garden en New York City
|  | Semifinales 30 de marzo | Semifinales 30 de marzo | Semifinales 30 de marzo |               |    | Final 31 de marzo | Final 31 de marzo | Final 31 de marzo |  |
|  |                         |                         |                         |               |    |                   |                   |                   |  |
|  |                         |                         |                         |               |    |                   |                   |                   |  |
|  | 1                       | Alabama                 | 62                      |               |    |                   |                   |                   |  |
|  | 1                       | Alabama                 | 62                      |               |    |                   |                   |                   |  |
|  | 1                       | Colorado                | 61                      |               |    |                   |                   |                   |  |
|  | 1                       | Colorado                | 61                      |               | 1  | Alabama           | 57                |                   |  |
|  |                         |                         |                         |               | 1  | Alabama           | 57                |                   |  |
|  |                         |                         | 4                       | Wichita State | 66 |                   |                   |                   |  |
|  | 2                       | Washington State        | 4                       | Wichita State | 66 | 44                |                   |                   |  |
|  | 2                       | Washington State        |                         |               |    | 44                |                   |                   |  |
|  | 4                       | Wichita State           | 75                      |               |    |                   |                   |                   |  |
|  | 4                       | Wichita State           | 75                      |               |    |                   |                   |                   |  |
|  |                         |                         |                         |               |    |                   |                   |                   |  |

* - Partido con prórroga.
| Campeón del NIT 2011               |
| ---------------------------------- |
| Wichita State Shockers 1.er título |